# Antoni Szymanowski
Pour les articles homonymes, voir Szymanowski.
Antoni Jan Szymanowski, né le 13 janvier 1951 à Tomaszów Mazowiecki, est un footballeur polonais.

## Biographie
Il était défenseur au Wisla Cracovie et dans la grande équipe de Pologne des années 1970 (83 sélections et 1 but entre 1970 et 1980). 
Avec la Pologne, il a remporté la médaille d'or aux JO de 1972 à Munich, la médaille d'argent aux JO de 1976 à Montréal et a terminé troisième de la coupe du monde 1974.

Il a également disputé une deuxième coupe du monde, en 1978.
Peu avant la fin de sa carrière, il a pu exercer ses talents à l'étranger, au FC Bruges.

### En sélection
Il a été international de 1970 à 1980, et a marqué 1 but en 83 rencontres.

## Carrière

### En club
- 1968-1971 : Wisła Cracovie ( Pologne)
- 1971-1972 : Gwardia Varsovie ( Pologne)
- 1972-1978 : Wisła Cracovie ( Pologne)
- 1978-1981 : Gwardia Varsovie ( Pologne)
- 1981-1984 : Club Bruges ( Belgique)